# Dollhouse
Dollhouse är en amerikansk science fiction-tv-serie skapad av Joss Whedon. Serien hade premiär den 13 februari 2009 på FOX. I Sverige hade serien premiär den 19 april på TV 400.

## Bakgrund
I Dollhouse spelar Eliza Dushku en ung kvinna vid namn Echo, en medlem av en grupp människor som är kända som "actives" eller "dolls." "The Dolls" har, efter att frivilligt ha skrivit på ett kontrakt, fått sina genuina personligheter rensade och sparade så att de kan återfå dessa den dag de slutar på dollhouse. Tills den dagen kommer kan deras hjärnor laddas med nya personligheter, minnen, särskilda kunskaper och färdigheter. Dollhouse har både privatpersoner och myndigheter som kunder; de anlitas för särskilda jobb, brott, fantasier, och goda gärningar. I uppdragen övervakas actives av handlers. Mellan uppdragen är dolls avprogrammerade och saknar i stort sett personlighet och känslor. De bor skyddat i det laboratorium som programmerar dem, i en gömd byggnad kallad "The Dollhouse". I handlingen följer man Echo, som från början är hjärntvättad, för att sedan bli självmedveten. Allt eftersom tiden går minns hon mer och mer om vad som hänt under hennes uppdrag.
Förutom Dushkus rollfigur handlar serien även om människorna som driver det mystiska "Dollhouse", och två andra "Dolls", Victor och Sierra, som är vänner med Echo. Trots att actives framstår som volontärer, är verksamheten olaglig och är under ständigt hot från Paul Ballard, en federal agent som har hört talas om "dolls".

## Produktion
Serien sändes under våren 2009 på fredagar klockan 21:00. Seriens huvudperson är Eliza Dushku, som har arbetat med Whedon tidigare i kultserierna Buffy och vampyrerna och Angel. Elizabeth Craft och Sarah Fain kommer att vara seriens show runner, medan Tim Minear och Steven DeKnight kommer att vara rådgivande producenter. I manusförfattarstaben ingår Tim Minear, Jed Whedon, Maurissa Tancharoen, Elizabeth Craft, Sarah Fain och Joss Whedon. Whedon kommer att regissera ett antal egna avsnitt, som han gjort tidigare i sina föregående serier. Tim Minear och Buffy producenten David Solomon är annars anställda för att regissera. Jonatha Brooke och Eric Bazilian har skrivit ledmotivet till serien. En virutell marknadsföringskampanj för att göra reklam för Dollhouse startades 26 maj 2008.
Dollhouse, som är producerat av 20th Century Fox Television, Whedons Mutant Enemy Inc. och Dushkus Boston Diva Productions, har garanterat 13 avsnitt med Fox, med en licens på US$1,5 miljoner till US$2 miljoner per avsnitt.
Fox har bestämt sig för att skjuta pilotavsnittet av serien för att framställa kulisserna av det stora dockhuset. Det beskrivs som ett dockhus i naturlig storlek. Den 22 juli 2008 meddelade Joss Whedon att den första inspelningsdagen, "Echo", blev framflyttad en andra gång, då ett nytt avsnitt skulle bli det första, anledningen säger han "idén att göra ett nytt avsnitt är inte TV-kanalen utan mitt eget."
Dollhouse har liksom J.J. Abrams' Fringe, bara hälften så långa reklampauser, vilket innebär att avsnitten blir 6 minuter längre. Detta är en del av Fox initiativ kallad "fjärrkontrollfri TV".
Den 22 juli meddelade Whedon att han planerar att spela in ett antal avsnitt av Dollhouse i så kallat webisode-format, där avsnitten direkt går att ladda ner från internet.

### Skådespelare
Anya Colloff och Amy McIntyre Britt, som tidigare arbetat med Joss Whedon på Buffy och vampyrerna, Angel, Firefly, och Serenity, är seriens "casting directors".
Den 26 mars 2008 blev det officiellt att  Tahmoh Penikett, Dichen Lachman, Fran Kranz, och Enver Gjokaj skulle medverka i serien. 3 april 2008, meddelades det att Olivia Williams skulle spela rollen som Adelle DeWitt. Den 17 april 2008, meddelades det att även Harry J. Lennix skulle vara med i Dollhouse. Samma dag, meddelade Joss Whedon via whedonesque.com att Miracle Laurie och Amy Acker skulle slutföra antalet skådespelare i ensemblen.
Brennan Elliott och Michael Muhney provspelade för rollen som Paul Ballard men förlorade mot Penikett. Ian Anthony Dale och Paul Campbell provspelade för rollen som Victor, men rollen gick till Gjokaj istället.

## Rollfigurer
Följande roller är de som är kända vid tillfället. "The Dolls" är namngivna efter engelsk bokstavering.

### Huvudroller
- Echo (Eliza Dushku) är seriens huvudroll. En Doll som börjar som hjärntvättad, för att sedan bli självmedveten.
- Adelle DeWitt (Olivia Williams) är en vacker, sofistikerad, iskall kvinna som driver "Dollhouse" med en effektivitet som är både grym och beskyddande. Hon skulle hellre dö än att visa någon hur ensam hon egentligen är.
- Paul Ballard (Tahmoh Penikett) är en FBI-agent, som har undersökt vandringssägen om "Dollhouse" så länge att han förlorat chansen att få en befordran inom FBI. Han blir besatt och får en snedvriden kärlek till Echo.
- Topher Brink (Fran Kranz) ett geni inom programmering. Han är ansvarig för "dolls" åsikter och ser till så de är omedvetna om allt. Är fascinerad av vetenskap och gillar intellekt. Rolig person att vara med, men kanske inte den mest pålitliga.
- Sierra (Dichen Lachman) en Doll lik Echo, hon har alla olika typer av personligheter utom sin egen. Är inte självmedveten som Echo, men dras instinktivt till henne som en vän.
- Victor (Enver Gjokaj) en Doll, och den närmaste vännen Echo har. Barnslig när han är inaktiv, och allt från Errol Flynn till en ung DeNiro när han är aktiv.
- Boyd Langton (Harry J. Lennix)[23] en före detta polis, Boyd är Echos 'handler' — hennes vakt/livvakt. Hatar sig själv för att han tog detta jobb, men lägger ner hela sin själ i de personer som han utnyttjar.

### Återkommande roller
- Dr. Claire Saunders (Amy Acker)[24] ser efter den psykologiska aspekten hos "The Dolls".[23] Rollen skulle egentligen spelas av en kvinna i 40- till 50-årsåldern men eftersom Acker och Whedon arbetat tillsammans tidigare och blivit goda vänner bestämde sig Whedon att Acker skulle vara den bästa skådespelerskan för rollen.[30]
- Laurence Dominic (Reed Diamond)[31] The Dollhouses säkerhetsansvarige.
- Mellie (Miracle Laurie)[24] Kärlektsobjekt till Paul Ballard.[31] Laurie skulle egentligen redan medverka i serien som en annan "Doll", men Whedon tog bort denna roll och gav Laurie en annan roll istället.